# رأس ملعب
رأس ملعب هي رأس يقع شرق خليج السويس في محافظة جنوب سيناء ويبعد 190 كم عن القاهرة.
| مخطط المناخ رأس ملعب | مخطط المناخ رأس ملعب | مخطط المناخ رأس ملعب | مخطط المناخ رأس ملعب | مخطط المناخ رأس ملعب | مخطط المناخ رأس ملعب | مخطط المناخ رأس ملعب | مخطط المناخ رأس ملعب | مخطط المناخ رأس ملعب | مخطط المناخ رأس ملعب | مخطط المناخ رأس ملعب | مخطط المناخ رأس ملعب |
| --- | -------------------- | -------------------- | -------------------- | -------------------- | -------------------- | -------------------- | -------------------- | -------------------- | -------------------- | -------------------- | -------------------- |
| 01 | 02                   | 03                   | 04                   | 05                   | 06                   | 07                   | 08                   | 09                   | 10                   | 11                   | 12                   |
| 6 18 8 | 3 20 10              | 5 24 14              | 2 28 16              | 21 33 20             | 11 35 22             | 16 37 26             | 15 37 27             | 12 35 25             | 8 31 21              | 5 25 16              | 4 19 11              |
| متوسط درجة-الحرارة °س مجاميع الهطل مم |                      |                      |                      |                      |                      |                      |                      |                      |                      |                      |                      |
| بالوحدات الإنكليزية \| 01 \| 02 \| 03 \| 04 \| 05 \| 06 \| 07 \| 08 \| 09 \| 10 \| 11 \| 12 \| \| 0.2 64 46 \| 0.1 68 50 \| 0.2 75 57 \| 0.1 82 61 \| 0.8 91 68 \| 0.4 95 72 \| 0.6 99 79 \| 0.6 99 81 \| 0.5 95 77 \| 0.3 88 70 \| 0.2 77 61 \| 0.2 66 52 \| \| متوسط درجة-الحرارة °ف مجاميع الهطول ″ \| \| \| \| \| \| \| \| \| \| \| \| |                      |                      |                      |                      |                      |                      |                      |                      |                      |                      |                      |
| 01 | 02                   | 03                   | 04                   | 05                   | 06                   | 07                   | 08                   | 09                   | 10                   | 11                   | 12                   |
| 0.2 64 46 | 0.1 68 50            | 0.2 75 57            | 0.1 82 61            | 0.8 91 68            | 0.4 95 72            | 0.6 99 79            | 0.6 99 81            | 0.5 95 77            | 0.3 88 70            | 0.2 77 61            | 0.2 66 52            |
| متوسط درجة-الحرارة °ف مجاميع الهطول ″ |                      |                      |                      |                      |                      |                      |                      |                      |                      |                      |                      |

| 01                                    | 02        | 03        | 04        | 05        | 06        | 07        | 08        | 09        | 10        | 11        | 12        |
| 0.2 64 46                             | 0.1 68 50 | 0.2 75 57 | 0.1 82 61 | 0.8 91 68 | 0.4 95 72 | 0.6 99 79 | 0.6 99 81 | 0.5 95 77 | 0.3 88 70 | 0.2 77 61 | 0.2 66 52 |
| متوسط درجة-الحرارة °ف مجاميع الهطول ″ |           |           |           |           |           |           |           |           |           |           |           |